# Penejos (mitologia)
Penejos (Πηνειός) – w mitologii greckiej syn Okeanosa i Tetydy, bóg tesalskiej rzeki Pinios. Protoplasta rodu Lapitów.
Żonaty z nimfą Kreuzą, miał synów Hypseusa i Andreusa oraz córki Stilbe, Ifis, Menippe, Dafne i Kyrene.